# Домановка (Киевская область)
Домановка (укр. Доманівка) — село, входит в Иванковский район Киевской области Украины.
Население по переписи 2001 года составляло 217 человек. Почтовый индекс — 07204. Телефонный код — 4591. Занимает площадь 2,1 км². Код КОАТУУ — 3222083602.

## Местный совет
07213, Київська обл., Іванківський р-н, с. Піски